# Stefan Karol Kozłowski
Stefan Karol Kozłowski (ur. 4 listopada 1938 we Lwowie, zm. 2 września 2022) – polski archeolog, wybitny badacz Neolitu i Mezolitu ziem Polskich

## Życiorys
W latach 1956–1961 studiował archeologię na Uniwersytecie Warszawskim, w roku 1961 obronił pracę magisterską z archeologii pt. Stanowisko płudzkie w Tokarach-Rąbierzu, powiat Płock. W roku 1967 uzyskał stopień doktora nauk historycznych na podstawie rozprawy doktorskiej pt. Mezolit Małopolski, napisanej pod kierunkiem prof. Waldemara Chmielewskiego (UW). W roku 1971 uzyskał stopień doktora habilitowanego na podstawie dorobku naukowego i rozprawy habilitacyjnej pt. Pradzieje ziem polskich od 9 do 4 tysiąclecia p.n.e. (UW). Od roku 1976 przewodniczył Komisji Mezolitycznej Międzynarodowej Unii Nauk Pre i Protohistorycznych (UISPP), a w roku 1981 został profesorem Uniwersytetu Warszawskiego. Prowadził badania w zakresie epoki kamienia – głównie mezolitu europejskiego i wczesnego neolitu na Bliskim Wschodzie. Przewodniczył pracom archeologicznym w Polsce oraz Iraku

## Wybrane prace
- Cultural differentiation of Europe from 10th to 5th Millennium B.C. Warszawa, 1975
- Pradzieje ziem polskich od IX do V tysiąclecia p.n.e. Warszawa: PWN, 1972
- Pradzieje Europy od XL do IV tysiąclecia p.n.e. Warszawa: PWN, 1975, (wraz z J. K. Kozłowskim)
- Epoka kamienia na ziemiach polskich, Warszawa: PWN, 1977, (wraz z J. K. Kozłowskim)
- Atlas of the Mesolithic in Europe, Warszawa, 1980